# Zonitis fernancastroi
Zonitis fernancastroi is een keversoort uit de familie van oliekevers (Meloidae). De wetenschappelijke naam van de soort is voor het eerst geldig gepubliceerd in 1950 door Pardo Alcaide.